# O človíčkovi
O človíčkovi je československý animovaný televizní seriál z roku 1985 poprvé vysílaný v rámci večerníčku 11. května 1987.
Námět připravili Pavel Teisinger a Zdenka Teisingerová. Scénář zpracoval Josef Lamka, podílel se na výtvarném zpracování a současně pracoval jako režisér. Kameramanem byl Jiří Větroň a Miloslav Žbánek, hudbu zkomponoval Petr Skoumal. Seriál namluvil Jiří Wimmer. Bylo natočeno 13 epizod, v délce cca 8 minut.

## Synopse
Hlavním hrdinou je Človíček, který se ničeho nebojí, se vším si poradí a přestože žije v pravěku, který je plný podivných prazvířat a praještěrů, dokáže si najít správné kamarády…

## Seznam dílů
První série byla vyrobena v roce 1985. Druhá série byla vyrobena v roce 1995.

### První řada (1985)
1. Jak si vykřesal první jiskřičku
2. Jak měl pro strach uděláno
3. Jak se konečně vyspal
4. Jak za sebou zabouchl dveře
5. Jak si nasbíral borůvky
6. Jak si nabral vodu
7. Jak vyzrál na kosa

### Druhá řada (1995)
1. Jak se vezl do kopečka
2. Jak se začalo kouřit z komína
3. Jak se ohřál v cizí kůži
4. Jak mu nechtěly uletět včely
5. Jak si vystřelil z opic
6. Jak přestal být sám

## Další tvůrci
- Animace: Simona Dušátková, Marie Veverková, Ivan Karásek, Věra Mertová, Marek Brodský
- Výtvarník: Josef Lamka, Ivan Karásek, Alena Kaftanová